# Звездчатый лесной перепел
Звездчатый лесной перепел (лат. Odontophorus stellatus) — вид птиц семейства зубчатоклювых куропаток (Odontophoridae). Встречается в субтропических или тропических низменных влажных лесах Боливии, Бразилии, Эквадора и Перу.

## Описание
Звездчатый лесной перепел имеет размеры в 24 или 28 см в длину, самцы немного крупнее самок. Клюв черноватый, а ноги серые, длинные перья на затылке образуют ярко выраженный хохолок, красновато-коричневый у самца и коричневато-чёрный у самки. В остальном самцы и самки очень похожи внешне; передняя часть макушки тёмно-коричневая, а остальная часть головы, шеи, горла и оперения серая. Общая окраска верхней части тела оливково-коричневая, имеет более тёмную вермикуляцию, но более светлую на надхвостье и более тёмную на крыльях и лопатках, с крупными чёрными отметинами на маховых перьях и светлыми крапинками на кроющих крыльях. Низ тела красновато-коричневый с белыми крапинками по бокам груди и тёмной полосой возле анального отверстия. Молодь похожа на взрослых особей, но имеет оранжевый или красноватый клюв.

## Экология
Уединенная и неуловимая птица, о ее присутствии в какой-либо местности свидетельствует ее характерный двухсложный крик korkorralo, korkorralo, korkorralo, который она неоднократно издает в сумерках. Птицы образуют стайки по пять-восемь особей и передвигаются по открытой местности гуськом, держась близко к густой траве, куда они могут убежать, если их потревожить. Они питаются беспозвоночными и фруктами, могут копаться в опавших листьях в поисках пищи. Мало что известно об их размножении.

## Распространение
Этот вид обитает в восточной части Эквадора, на большей части территории Перу, западной Бразилии и северной Боливии. Обычно он встречается в низменных влажных лесах, в том числе в лесах, в зонах затопления и переходных зонах, до 1050 м над уровнем моря (ниже в Эквадоре).

## Охранный статус
O. stellatus имеет очень широкое распространение и часто встречается, по крайней мере, в некоторой части своего ареала. Считается, что общая популяция сокращается, но недостаточно быстро, чтобы оправдать отнесение птицы к категории находящихся под угрозой исчезновения, поэтому Международный союз охраны природы оценил ее охранный статус как «вызывающий наименьшее беспокойство».